# Anuwat Piankaew
Anuwat Piankaew (thailändisch อนุวัฒน์ เพียรแก้ว, * 18. Januar 1998) ist ein thailändischer Fußballspieler.

## Karriere
Anuwat Piankaew erlernte das Fußballspielen in der Jugendmannschaft des Erstligisten Muangthong United in Pak Kret, einem nördlichen Vorort der Hauptstadt Bangkok. Hier unterschrieb er 2017 auch seinen ersten Profivertrag. Die Rückserie 2017 wurde er an den Ligakonkurrenten Sisaket FC nach Sisaket ausgeliehen. Nachdem der Club den 17. Tabellenplatz belegte, musste er den Weg in die Zweitklassigkeit antreten. Die komplette Saison 2018 wurde er an den in der Thai League 3 spielenden Bangkok FC ausgeliehen. 2020 wechselte er ebenfalls auf Leihbasis zum Udon Thani FC. Mit dem Verein aus Udon Thani spielte er dreimal in der zweiten Liga, der Thai League 2. Nach der Ausleihe kehrte er nach Muangthong zurück. Hier wurde jedoch sein Vertrag aufgelöst. Die Saison 2021 spielte er in Sisaket bei dem Amateurligisten Sisaket City FC.